# 甘格朗日
甘格朗日（法語：Guinglange，法語發音：[ɡɛ̃ɡlɑ̃ʒ]；洛林法兰克语：Genglingen）是法国摩泽尔省的一个市镇，位于该省中部偏西，属于福尔巴克-布莱摩泽尔区。

## 地理
甘格朗日（49°4'24"N, 6°31'34"E）面积10.38 平方千米，位于法国大東部大區摩泽尔省，该省份为法国东北部内陆省份，是洛林的一部分，西南接默尔特-摩泽尔省，东临下莱茵省，北与卢森堡和德国接壤。
与甘格朗日接壤的市镇（或旧市镇、城区）包括：埃尔旺日、弗莱特朗日、富利尼、埃米利、拉维尔、塞尔维尼莱拉维尔、上维尼厄勒、维莱-斯通库尔。

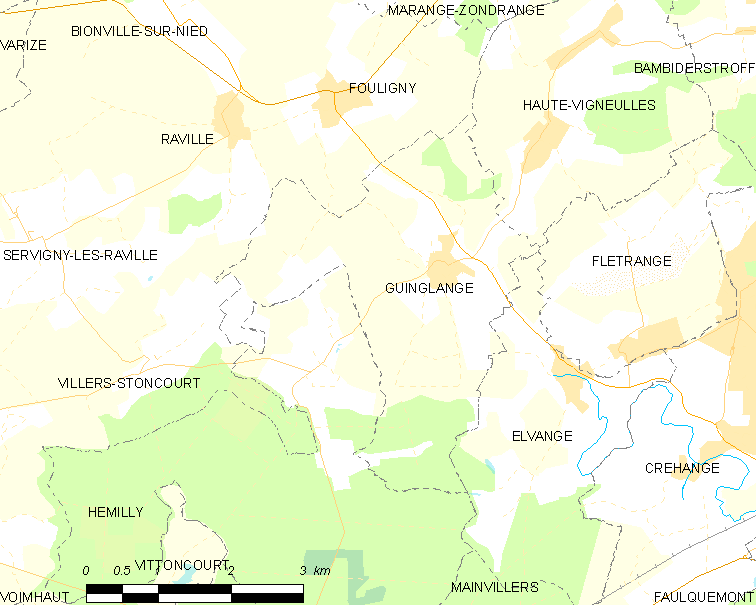
甘格朗日的OSM定位图

甘格朗日的时区为UTC+01:00、UTC+02:00（夏令时）。

## 行政
甘格朗日的邮政编码为57690，INSEE市镇编码为57276。

## 政治
甘格朗日所属的省级选区为福尔克蒙县。

## 人口

1962-2008年间甘格朗日人口变化图示

甘格朗日于2022年1月1日时的人口数量为328人。